# SK Sofía
El SK Sofía (en búlgaro: Спортклуб София) fue un equipo de fútbol de Bulgaria que alguna vez jugó en el Campeonato Estatal de Fútbol de Bulgaria, la desaparecida primera división de fútbol en el país.

## Historia
Fue fundado el 1 de diciembre de 1912 en la capital Sofía con el nombre SC Karavelov en homenaje a Lyuben Karabelov, escritor y personaje importante dentro del despertar nacional búlgaro.
Entre 1919 y 1920 se club se había fusionado con el PFC Slavia Sofia, pero poco tiempo después ambas instituciones se separaron, y más tarde el club pasó a llamarse SK Sofía sugerido por Aleksandar Vazov, quien estudió en Alemania y formó parte del SK Berlin, equipo actualmente conocido como Hertha BSC.
Con el establecimiento del comunismo en Bulgaria al finalizar la Segunda Guerra Mundial fueron afectados todos los equipos de fútbol sin excepción, y el 5 de noviembre de 1944 el club se fusiona con el Sokol Sofia y el Vazrazhdane Sifia para crear al PFC Septemvri Sofía, con lo que desapareció oficialmente.

## Palmarés
- Campeonato Estatal de Fútbol de Bulgaria: 1[2]

1935